# Ренвік (Айова)
Ренвік (англ. Renwick) — місто (англ. city) в США, в окрузі Гумбольдт штату Айова. Населення — 234 особи (2020).

## Географія
Ренвік розташований за координатами 42°49′37″ пн. ш. 93°58′53″ зх. д. / 42.82694° пн. ш. 93.98139° зх. д. (42.826916, -93.981334).  За даними Бюро перепису населення США в 2010 році місто мало площу 2,60 км², уся площа — суходіл.

## Демографія
Згідно з переписом 2010 року, у місті мешкали 242 особи в 119 домогосподарствах у складі 70 родин. Густота населення становила 93 особи/км².  Було 141 помешкання (54/км²).
Расовий склад населення:
| - 97,9 % — білих - 0,4 % — чорних або афроамериканців - 0,4 % — азіатів |

До двох чи більше рас належало 0,8 %. Частка іспаномовних становила 1,2 % від усіх жителів.
За віковим діапазоном населення розподілялося таким чином: 19,8 % — особи молодші 18 років, 59,1 % — особи у віці 18—64 років, 21,1 % — особи у віці 65 років та старші. Медіана віку мешканця становила 46,1 року. На 100 осіб жіночої статі у місті припадало 101,7 чоловіків;  на 100 жінок у віці від 18 років та старших — 113,2 чоловіків також старших 18 років.
Середній дохід на одне домашнє господарство  становив 62 774 долари США (медіана — 41 250), а середній дохід на одну сім'ю — 80 260 доларів (медіана — 59 375). За межею бідності перебувало 8,2 % осіб, у тому числі 1,5 % дітей у віці до 18 років та 7,5 % осіб у віці 65 років та старших.
Цивільне працевлаштоване населення становило 137 осіб. Основні галузі зайнятості: роздрібна торгівля — 16,1 %, освіта, охорона здоров'я та соціальна допомога — 14,6 %, сільське господарство, лісництво, риболовля — 14,6 %.

## Персоналії
- Арчі Стаут (1886-1973) — американський кінооператор.